# Alden (Iowa)
Alden és una població dels Estats Units a l'estat d'Iowa. Segons el cens del 2000 tenia 904 habitants.

## Demografia
Segons el cens del 2000, Alden tenia 904 habitants, 351 habitatges, i 250 famílies. La densitat de població era de 202,9 habitants per km².
Dels 351 habitatges en un 35% hi vivien nens de menys de 18 anys, en un 61,3% hi vivien parelles casades, en un 7,4% dones solteres, i en un 28,5% no eren unitats familiars. En el 25,1% dels habitatges hi vivien persones soles el 14,8% de les quals corresponia a persones de 65 anys o més que vivien soles. El nombre mitjà de persones vivint en cada habitatge era de 2,58 i el nombre mitjà de persones que vivien en cada família era de 3,12.
Per edats la població es repartia de la següent manera: un 27,2% tenia menys de 18 anys, un 8% entre 18 i 24, un 28% entre 25 i 44, un 20,7% de 45 a 60 i un 16,2% 65 anys o més.
L'edat mediana era de 38 anys. Per cada 100 dones de 18 o més anys hi havia 87,5 homes.
La renda mediana per habitatge era de 35.966 $ i la renda mediana per família de 39.524 $. Els homes tenien una renda mediana de 29.489 $ mentre que les dones 22.000 $. La renda per capita de la població era de 16.011 $. Entorn del 6,7% de les famílies i el 10,6% de la població estaven per davall del llindar de pobresa.

## Poblacions més properes
El següent diagrama mostra les poblacions més properes.